# 梁秀敬
梁秀敬（韓語：양수경，1965年9月23日—），曾譯「楊秀京」，韓國女歌手，1983年參加MBC音樂節目《業餘舞台》（韓語：신인무대）首次登台，1988年完成學業後正式出道，推出專輯《留給心靈》（韓語：떠나는 마음）；1989年拍攝電影《漢彩虹》進軍大銀幕，並憑藉歌曲《愛情就像下雨的窗口》（韓語：사랑은 창밖의 빗물 같아요）獲得金唱片獎本賞。
1990年代初，梁秀敬曾發行日語單曲和專輯，並獲得日本唱片大獎最優秀新人獎，是最早一批在日本發展的韓國歌手。1994年1與已故丈夫、YEDANG COMPANY代表邊大潤在東區音樂節認識，1998年1月結婚，育有一男一女。
2013年6月4日丈夫邊大潤（曾譯為「卞鬥燮」）自缢身亡後，她繼承了YEDANG COMPANY的管理權，但遭小叔（之前譯為:卞車燮）因2010年3月至2012年1月間，丈夫尚有2億韓元未清償借款起訴梁秀敬和其子女，後放棄訴訟，同年對梁秀敬單獨進行限定申請，限定申請爲在被告財産範圍內進行債務償還。
2016年，梁秀敬簽約奧斯卡娛樂宣告復出樂壇，並在7月9日推出同名迷你專輯，主打曲《愛情傻瓜》（사랑 바보）。

## 音樂作品

### 韓語專輯
| 專輯 # | 專輯資料                                                                                  |
| ------ | ----------------------------------------------------------------------------------------- |
| -      | 《朋友認為 / 我是新的》（친구생각/내님은 예쁜새） - 發行日期：1984年7月30日 - 語言：韓語                        |
| 1st    | 首張專輯《留給心靈》（사랑이 그런것 처럼） - 發行日期：1988年 - 語言：韓語                                  |
| 2nd    | 第二張專輯《梁秀敬 2》（양수경 2） - 發行日期：1989年 - 語言：韓語                                |
| 3rd    | 第三張專輯《Yang Soo Kyung III》 - 發行日期：1990年8月25日 - 語言：韓語                   |
| 4th    | 第四張專輯《Asian Dream》 - 發行日期：1991年11月20日 - 語言：韓語                         |
| 5th    | 第五張專輯《Yang Soo Kyung Volume 5》 - 發行日期：1992年9月15日 - 語言：韓語              |
| 6th    | 第六張專輯《梁秀敬 6》 - 發行日期：1993年 - 語言：韓語                                    |
| 7th    | 第七張專輯《梁秀敬 7》（양수경 7） - 發行日期：1994年8月 - 語言：韓語                             |
| 8th    | 第八張專輯《Blue Wedding》 - 發行日期：1996年10月 - 語言：韓語                            |
| 9th    | 第九張專輯《後愛》（후애） - 發行日期：1999年5月14日（未發行，後以數位專輯出版） - 語言：韓語 |
| -      | 專輯《鳳仙花～韓國古謠集～》（鳳仙花～韓国古謡集～） - 發行日期：2003年7月9日 - 語言：韓語、日語              |
| 10th   | 第十張專輯《梁秀敬 BEST OF BEST》（양수경 BEST OF BEST） - 發行日期：2016年11月7日 - 語言：韓語              |
| 11th   | 第十一張專輯《名作》（명작） - 發行日期：2018年12月14日 - 語言：韓語                          |

### 日語專輯
| 專輯 #  | 專輯資料                                                                                    |
| ------- | ------------------------------------------------------------------------------------------- |
| 1st     | 《SERENADE》 - 發行日期：1990年3月13日 - 語言：日語                                         |
| 1st再版 | 《心愛的小夜曲》（愛されてセレナーデ） - 發行日期：1991年1月30日 - 語言：日語 - 日劇《往日戀曲》主題曲        |
| 2nd     | 《Asian Dream》（エイジアン・ドリーム） - 發行日期：1991年6月28日 - 語言：日語                                  |
| -       | 精選輯《梁秀敬全曲集》（ヤン ス ギョン全曲集） - 發行日期：1991年11月27日 - 語言：日語                          |
| 3rd     | 《總有一天會微笑》（いつかきっと微笑みへ） - 發行日期：1992年6月24日 - 語言：日語 - 日劇《少年·愛的關係》主題曲 |
| -       | 精選輯《梁秀敬Best Selection》（ヤン スギョン ベストセレクション） - 發行日期：1992年10月22日 - 語言：日語                  |
| -       | 精選系列《New Best Now》（ニュー・ベスト・ナウ） - 發行日期：1994年10月26日 - 語言：日語                        |
| -       | 精選系列《全曲集》 - 發行日期：1995年9月27日 - 語言：日語                                   |
| 4th     | 《我記得所有的吻》（どんなKISSも憶えてる） - 發行日期：1996年9月19日 - 語言：日語                               |
| -       | 精選輯《全曲集》 - 發行日期：1996年10月23日 - 語言：日語                                    |
| 5th     | 《可看到港的山～昭和名曲集》（港が見える丘～昭和名曲集） - 發行日期：2005年4月13日 - 語言：日語                     |
| -       | 精選輯《Golden☆Best 梁秀敬》（ゴールデン☆ベスト ヤン・スギョン） - 發行日期：2011年2月23日 - 語言：日語                     |

## 外部連結
- 梁秀敬 （页面存档备份，存于）在Daum cafe的頁面 